# Burgstall Rotenberg
Die Burgstall Rotenberg, auch Rotenburg genannt, bezeichnet eine abgegangene Höhenburg auf einem östlichen Ausläufer des Strombergs, dem Rotenberg bei Bönnigheim im Landkreis Ludwigsburg in Baden-Württemberg.
Vermutlich wurde die Burg im 13. Jahrhundert erbaut. Von der ehemaligen etwa 100 mal 50 Meter großen Burganlage sollen noch zwei Gräben, Wälle und das Burgplateau erhalten sein.